# Dacrymyces chrysocomus
Dacrymyces chrysocomus (Syn.: Guepiniopsis chrysocoma) ist ein Ständerpilz aus der Familie der Gallerttränenverwandten (Dacrymycetaceae). Sie besiedelt als Schwächeparasit und Saprobiont absterbende oder tote Äste und Zweige von Nadelbäumen. Die gelatinösen, becherförmigen Fruchtkörper erscheinen im Sommer und Frühjahr. Das paläarktische Verbreitungsgebiet der Art reicht von Großbritannien bis Japan.

## Merkmale

### Makroskopische Merkmale
Dacrymyces chrysocomus hat zunächst kissen-, später zylinderförmige, an der Spitze teller- oder becherförmig eingebuchtete Fruchtkörper von fester, gelatinöser Textur und einer Höhe von 2 bis 5 mm. Ihr Durchmesser beträgt 1–4 mm. Die Gebilde wachsen büschelig aus dem Substrat und besitzen einen wurzelartigen Myzelstiel. Die Farbe der Fruchtkörper bewegt sich zwischen gelb und gelborange. Die Fruchtschicht beschränkt sich auf das Innere der Becher.

### Mikroskopische Merkmale
Die Hyphen von Guepiniopsis chrysocoma besitzen verdickte Wände und Schnallen. Die Sporen sind 16–28 × 8–10 μm groß und bei Reife durch 3–8 Quersepten, seltener auch durch einige wenige Längssepten geteilt.

## Ökologie
Guepiniopsis chrysocoma ist ein Saprobiont und Schwächeparasit, der sowohl auf Totholz als auch auf absterbendem Gewebe von Koniferen zu finden ist. Bevorzugt werden herabgefallene und -hängende Zweige von Kiefern (Pinus spp.).

## Verbreitung
Dacrymyces chrysocomus findet sich in weiten Teilen der Paläarktis von Großbritannien über Nordwestrussland und Sibirien bis nach Japan.